# 해피엔드 (2024년 영화)
《해피엔드》 (HAPPYEND)는 소라 네오가 각본과 감독을 맡은 2024년 일본-미국 드라마 영화이다. 쿠리하라 하야토, 히다카 유키토, 나카지마 아유무, 와타나베 마키코, 사노 시로가 출연한다.
2024년 9월 2일 제81회 베네치아 국제 영화제의 오리종티 부문에 상영되었으며, 2024년 10월 4일 비터스 엔드가 일본에서 배급했으며 2025년 4월 30일 영화사 진진이 배급해 개봉했다.

## 줄거리
점멸등이 일렁이는 근미래의 도쿄를 배경으로 음악에 빠진 고등학생 ‘유타’와 ‘코우’는 친구들과 함께 자유로운 나날을 보낸다 동아리방을 찾아 늦은 밤 학교에 잠입한 그들은 교장 ‘나가이’의 고급 차량에 발칙한 장난을 치고, 분노한 학교는 AI 감시 체제를 도입한다

## 출연진
- 쿠리하라 하야토: 유우타
- 히다카 유키토: 코
- 하야시 유타: 아타
- 시나 펭: 밍
- 아라지: 토무
- 이노리 키라라: 후미
- 푸심: 후쿠코
- 나카지마 아유무: 오카다
- 와타나베 마키코: 유코
- 사노 시로: 나가이 교장
- 야하기 마사루: 타이라

## 제작
2020년 8월, 소라 네오가 자신이 쓴 각본으로 당시 지진이라는 제목의 영화를 감독할 것이라고 발표되었다. 이 영화는 2022년 선댄스 인스티튜트 각본 및 감독 랩에 선정되었다.

## 개봉
2024년 9월 2일 제81회 베네치아 국제 영화제의 오리종티 부문에서 상영되었다. 그 이전에 메트로그래프 픽처스는 미국 배급권을 획득했다. 또한 2024년 9월 9일 2024 토론토 국제 영화제에서도 상영된다. 그리고 2024년 뉴욕 영화제에서도 상영되었다. 2024년 10월 4일 비터스 엔드에 의해 일본에서 개봉되었다. 2025년 6월 20일 미국에서 개봉될 예정이다.
또한 제29회 부산 국제 영화제 특별기획 프로그램에 초청되어 2024년 10월에 상영되었다. 그리고 2024 BFI 런던 영화제의 '첫 장편 경쟁' 부문에 참가한다. 이 영화는 월드 시네마 부문에서 2024 MAMI 뭄바이 영화제의 남아시아 프리미어를 가질 예정이다.

## 평가

### 수상
| 시상식                          | 연도 | 부문                           | 수상자    | 결과 | Ref.   |
| ------------------------------- | ---- | ------------------------------ | --------- | ---- | ------ |
| 아시아 태평양 스크린 어워드     | 2024 | 최우수 작품상                  | 해피엔드  | 후보 | [ 18 ] |
| 아시아 태평양 스크린 어워드     | 2024 | 최우수 각본상                  | 소라 네오 | 후보 | [ 18 ] |
| 아시아 태평양 스크린 어워드     | 2024 | 젊은 영화상                    | 소라 네오 | 수상 | [ 19 ] |
| BFI 런던 영화제                 | 2024 | 서덜랜드 트로피                | 소라 네오 | 후보 | [ 20 ] |
| 욕야카르타 NETPAC 아시아 영화제 | 2024 | 골든 하노만 어워드             | 소라 네오 | 수상 | [ 21 ] |
| 핑야오 국제 영화제              | 2024 | 로베르토 로셀리니 심사위원상   | 소라 네오 | 수상 | [ 22 ] |
| 타이베이 금마장 영화제          | 2024 | NETPAC 어워드                  | 해피엔드  | 후보 | [ 23 ] |
| 타이베이 금마장 영화제          | 2024 | 아시아 시네마 관찰 미션 어워드 | 해피엔드  | 수상 | [ 24 ] |
| 베네치아 영화제                 | 2024 | 오리종티                       | 소라 네오 | 후보 | [ 1 ]  |

## 참고 자료
1. 1 2 3  “베네치아 비엔날레 2024 | Happyend”. 베네치아 비엔날레. 2025년 4월 23일에 확인함.
2. ↑  “映画 HAPPYEND (2024)”. allcinema. 2025년 4월 23일에 확인함.
3. ↑  “HAPPYEND : 作品情報・キャスト・あらすじ・動画”. eiga.com. 2025년 4월 23일에 확인함.
4. ↑  “HAPPYEND (2024) – 作品情報・映画レビュー”. KINENOTE. 2025년 4월 23일에 확인함.
5. ↑  랭, 제이미 (2020년 8월 5일). “Competition Filmmaker Neo Sora Prepares Debut Feature 'Earthquake' (EXCLUSIVE)”. 《버라이어티》. 2024년 8월 6일에 확인함.
6. ↑  “Sundance Institute Announces 2022 Fellows for Directors, Screenwriters and Native Labs”. 《선댄스 인스티튜트》. 2022년 5월 9일. 2024년 8월 6일에 확인함.
7. ↑  타르타글리오네, 낸시 (2024년 7월 23일). “Venice Film Festival Lineup: 'Joker: Folie à Deux', Almodovar, Guadagnino, Kurzel, Larrain & More In Competition – Full List”. 《데드라인 할리우드》. 2024년 8월 6일에 확인함.
8. ↑  케슬러시, 엘사 (2024년 9월 3일). “Metrograph Pictures Buys Venice Festival Highlight 'Happyend' for North America Ahead of Toronto Premiere (EXCLUSIVE)”. 《버라이어티》. 2024년 9월 3일에 확인함.
9. ↑  라탄지오, 라이언 (2024년 8월 6일). “'Presence,' Cannes Favorites 'Seed of the Sacred Fig' and 'To a Land Unknown' Join TIFF Centrepiece Lineup”. 《인디와이어》. 2024년 8월 6일에 확인함.
10. ↑  “Happyend”. 《토론토 국제 영화제》. 2024년 8월 10일에 확인함.
11. ↑  “Happyend”. 《뉴욕 영화제》. 2024년 8월 10일에 확인함.
12. ↑  “62nd New York Film Festival Main Slate Announced”. 《뉴욕 영화제》. 2024년 8월 6일. 2024년 8월 10일에 확인함.
13. ↑  “Happyend”. 《비터스 엔드》. 2024년 8월 13일에 확인함.
14. ↑  “Film at Lincoln Center Announces Spring 2025 Programming Lineup”. 《필름 앳 링컨 센터》. 2025년 3월 12일. 2025년 3월 12일에 확인함.
15. ↑  “제29회 BIFF, 스페셜 프로그램 인 포커스 '틴 스피릿, 틴 무비' 발표”. 《부산 국제 영화제》 (영어). 2024년 8월 19일. 2024년 9월 1일에 확인함.
16. ↑  사자이, 조지 (2024년 9월 4일). “런던 영화제, 다큐멘터리 및 첫 장편 경쟁 부문, 시리즈를 포함한 전체 프로그램 공개”. 《할리우드 리포터》.
17. ↑  데브, 딥시카 (2024년 9월 30일). “MAMI 뭄바이 영화제, 2024 공식 라인업 공개”. 《하이 온 필름스》 (미국 영어). 2024년 10월 13일에 확인함.
18. ↑  “제17회 아시아 태평양 스크린 어워드 후보작 발표”. 《아시아 태평양 스크린 어워드》 (영어). 2024년 10월 16일. 2024년 10월 17일에 확인함.
19. ↑  “젊은 영화, 최우수 신인상, 문화 다양성 어워드 수상자”. 《아시아 태평양 스크린 어워드》 (영어). 2024년 11월 13일. 2024년 12월 2일에 확인함.
20. ↑  윌리엄스, 톰 (2024년 9월 27일). “LFF, 2024 경쟁 부문 심사위원 발표”. 《브리티시 시네마토그래퍼 매거진》 (영국 영어). 2024년 10월 17일에 확인함.
21. ↑  파투로자크 (2024년 12월 7일). “JAFF 2024 수상자 목록”. 《미디어 인도네시아》. 2024년 12월 7일에 확인함.
22. ↑  섀클턴, 리즈 (2024년 9월 30일). “'카르스트', '굴뚝 속의 참새', 핑야오 국제 영화제 최고상 수상”. 《데드라인 할리우드》 (미국 영어). 2024년 10월 17일에 확인함.
23. ↑  “2024 NETPAC 어워드”. 《타이베이 금마장 영화제》 (영어). 2024년 10월 30일. 2024년 10월 30일에 확인함.
24. ↑  “현대 어머니의 몽타주, NETPAC 어워드 수상”. 《타이베이 금마장 영화제》 (영어). 2024년 11월 20일. 2024년 11월 21일에 확인함.